# 阿伽门农的面具

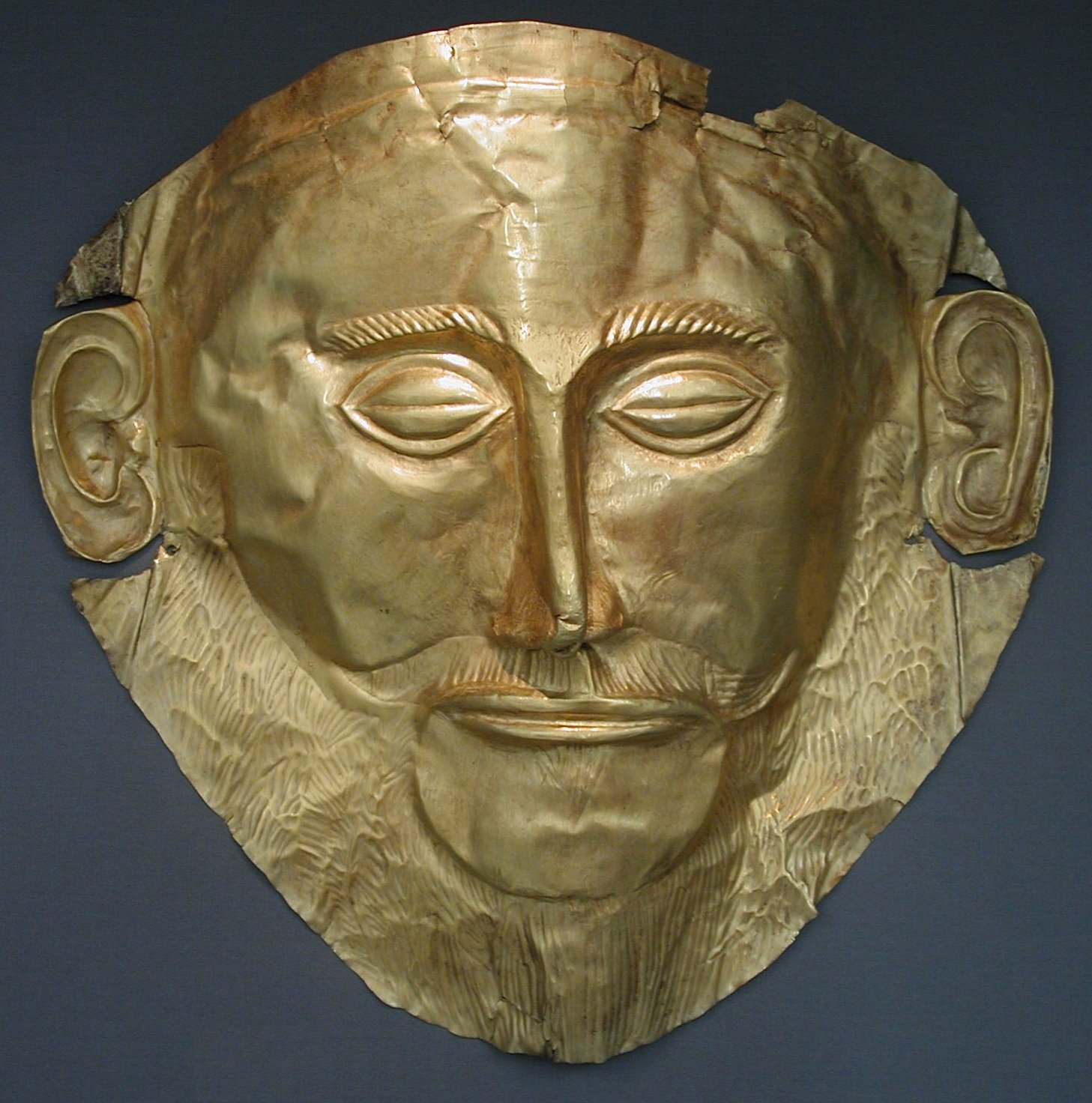

阿伽门农的面具，是由海因里希·施里曼在1876年对迈锡尼文明的考古中发现，整个面具由黄金制成。高26厘米。制作年份上为公元前1550至公元前1500左右。现藏于雅典国家考古博物馆。海因里希·施里曼根据古希腊传说中的阿伽门农而给这个面具命名为阿伽门农的面具。但现代的观点否认这种说法，认为面具作成年代早過阿伽门农所处的时代大概三百年。